# Semaan Boutros Awwad
Semaan Awwad (in arabo: سمعان السابع عوّاد; Hasroun, 1683 – El-Midane, 12 febbraio 1756) è stato arcieparca di Damasco e patriarca della Chiesa maronita con il nome di Semaan VII Boutros (in italiano: Simone VII Pietro).
Nelle fonti latine è chiamato Simon Petrus Evodius.

## Biografia
Semaan Awwad nacque ad Hasroun (distretto di Bsharre) in Libano nel 1683. Dal 1696 al 1717 studiò a Roma; ritornato nel suo Paese, il 10 giugno 1708 venne ordinato prete dallo zio, il patriarca Yaaqoub Boutros Awwad, restando in seguito alle sue dipendenze come segretario.
Il 27 gennaio 1716 Semaan Awwad fu consacrato dallo zio arcieparca di Damasco. Con questo titolo partecipò al sinodo maronita del 1736, dove svolse un ruolo di primo piano.

### Elezione
Alla morte del patriarca Youssef El Khazen si produsse all'interno della Chiesa maronita uno scisma senza precedenti e non previsto dalla legislazione canonica orientale. Il 14 maggio 1742 i vescovi presenti al funerale del defunto patriarca elessero a succedergli l'arcieparca di Damasco, il quale però rinunciò all'incarico; il giorno successivo i vescovi elessero al suo posto Elias Mohasseb, vescovo di Arca. All'assise elettorale però erano assenti gli arcieparchi di Cipro e di Tiro, i quali, con l'assistenza di un vescovo siro, consacrarono due nuovi vescovi per poter procedere, secondo le norme canoniche, all'elezione di un nuovo patriarca: la scelta cadde sul prelato cipriota, Toubia El Khazen. Entrambi i contendenti si rivolsero a Roma, per ottenere la conferma papale.
Papa Benedetto XIV dette l'incarico di studiare l'affare ad una speciale commissione cardinalizia, che raggiunse le sue conclusioni il 15 febbraio 1743. Sulla base di queste il papa prese le sue decisioni, espresse nel breve Quod non humana del 13 marzo 1743: vista la situazione particolare, che non aveva precedenti nella storia e non era prevista nella legislazione canonica maronita, il pontefice avocava a sé la nomina del nuovo patriarca, annullando le due elezioni. Il giorno successivo il pontefice indirizzava all'episcopato maronita il breve Magna non minus per rassicurarlo che questa decisione straordinaria non ledeva in ogni caso per il futuro le prerogative e l'indipendenza della Chiesa maronita. Infine, il 16 marzo, con il breve Nuper ad nos, Benedetto XIV nominava l'arcieparca di Damasco, Semaan Awwad, nuovo patriarca maronita.
Il francescano Giacomo di Lucca, fu incaricato, con il breve Nuper ad sedendas, di dare attuazione alle decisioni romane. Il 7 ottobre 1743 l'episcopato maronita si riunì nel convento di Harissa ed accettò all'unanimità le scelte di Benedetto XIV; l'11 ottobre il nuovo patriarca fu solennemente intronizzato. Giuseppe Simone Assemani fu incaricato di sollecitare dal Sommo Pontefice il pallio per il patriarca.
Nel concistoro del 13 luglio 1744 Benedetto XIV, dopo aver riassunto le difficoltà sorte nella Chiesa maronita ed il susseguente scisma, lodò le buone disposizioni e la fedeltà dei Maroniti ed accordò a Semaan Boutros Awwad il pallio.

### Patriarcato
Il nuovo patriarca lasciò la residenza abituale nel monastero Santa Maria di Qannubin per risiedere stabilmente nel villaggio di El-Midane (distretto di Jezzin), nei pressi del monastero di Nostra Signora di Machmoucheh, che lui stesso contribuì a costruire nel 1730.
Negli anni immediatamente successivi alla sua nomina, Semaan Boutros dovette affrontare un tentativo di rivolta da parte di alcuni vescovi, che non avevano accettato fino in fondo le decisioni pontificie. Benedetto XIV deputò il francescano Desiderio da Casabasciana, custode di Terra Santa, di riportare l'ordine e la pace nella Chiesa maronita. Tra il 28 ed il 30 novembre 1755 il patriarca, obbedendo ad una lettera del papa, indisse un sinodo per l'attuazione delle decisioni del sinodo maronita del 1736, che aveva organizzato giuridicamente la Chiesa maronita suddividendola in diocesi ed aveva introdotto importanti novità disciplinari non ancora realizzate: tuttavia questo nuovo sinodo non arrivò a soddisfare completamente le aspettative sperate a Roma.
Durante il patriarcato di Semaan Awwad, scoppiò il caso della religiosa, visionaria e mistica Hindiyya al-'Ujaimi, la cui reputazione di santità si diffuse in tutto il Libano e nella Chiesa maronita. Educata dai Gesuiti, che inizialmente l'appoggiarono, la religiosa ebbe l'appoggio di molti vescovi ed anche del patriarca, dopo un'inchiesta da lui ordinata. Il caso fu portato dai Gesuiti a Roma: con il breve Ad supremam (4 gennaio 1742), il papa disapprovò l'atteggiamento del patriarca favorevole a Hindiyya, soppresse la congregazione che la religiosa aveva fondato e ordinò il suo trasferimento in un altro monastero. Successivamente dispose un'inchiesta sulle visioni e gli scritti della religiosa, in base alla quale nel gennaio del 1755 Propaganda Fide condannò come "manifeste illusioni" le visioni, le estasi e le rivelazioni di Hindiyya. Il problema però si ripropose anni dopo, con i patriarchi successivi.
Semaan Awwad si distinse anche come scrittore in lingua araba. Tra le sue opere si ricordano in particolare: un compendio di teologia (1706), un manuale di teologia morale (1707), una istruzione pastorale in tre capitoli, un commento biblico dell'Antico e del Nuovo Testamento, la prima biografia del patriarca Estephan Boutros El Douaihy, ed una storia dei Patriarchi d'Oriente scritta insieme a Giuseppe Simone Assemani.
Semaan Awwad morì a El-Midane il 12 febbraio 1756 e venne sepolto nella chiesa del monastero di Nostra Signora di Machmoucheh.

## Genealogia episcopale e successione apostolica
La genealogia episcopale è:
- Patriarca Youhanna Bawab
- Patriarca Jirjis Rizqallah
- Patriarca Stefano Douayhy
- Patriarca Yaaqoub Boutros Awwad
- Patriarca Semaan Boutros Awwad

La successione apostolica è:
- Vescovo Antonios Mhasseb (1748)
- Patriarca Youssef Boutros Estephan (1754)